# Zottegem
Zottegem (tot 1949 Sottegem) is een gemeente en stad in de Belgische provincie Oost-Vlaanderen.

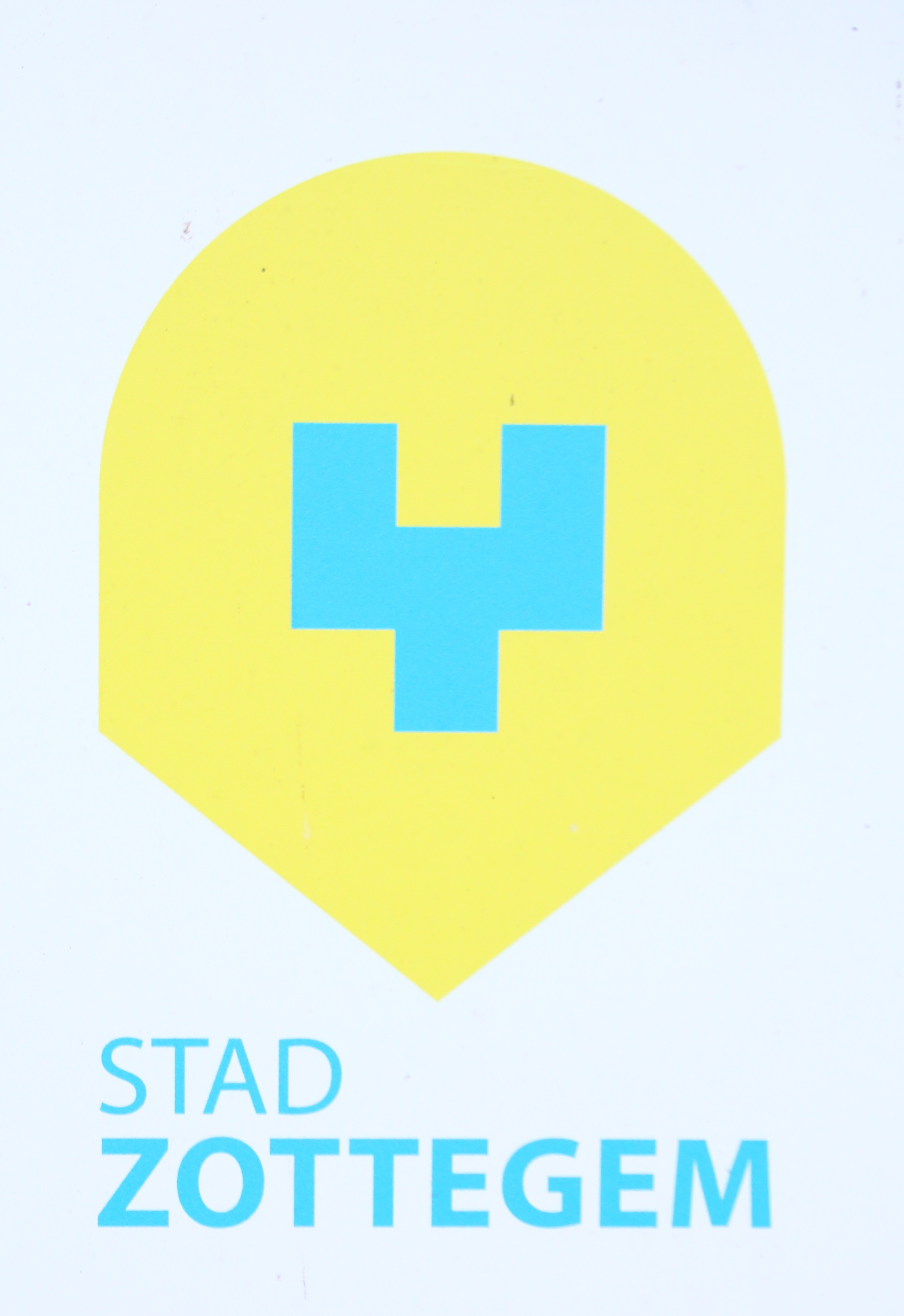
Logo stad Zottegem

Het ligt in de Vlaamse Ardennen, ten zuidoosten van Gent. Zottegem telt ruim 28.000 inwoners, die Zottegemnaars of Zottegemmenaars worden genoemd.

## Geschiedenis
In de gemeente (Velzeke (Romeinse villa Steenbeke), Spelaan Leeuwergem) werden Romeinse en Gallo-Romeinse vondsten gedaan. De vicus Velzeke lag aan de heirbaan Boulogne-Asse-Tongeren en de heirbaan tussen Bavay en het noorden (Romeinse weg Bavay-Velzeke). Zottegem ontstond later als een kleine Germaanse nederzetting op de linkeroever van de Bettelhovebeek (Germaanse stamhoofdnaam Sotto (de zoete) + ingahaim (plaats van de lieden van)). De oudste teruggevonden vermelding van de plaats Sotengem dateert uit 1083; in latere bronnen werd de plek onder andere ook Sothengem, Sottingem, Sottengem, Zotteghem, Sotengien, Sottheghem, Sottenghien, Sottegem genoemd. Het was een kleine nederzetting ('Ten Dorpe') vlak bij de versterking van Rothardus (het huidige Egmontkasteel), die evolueerde van een versterkt mottekasteel tot een stenen burcht. In de dertiende eeuw stimuleerden de Zottegemse kasteelheren het ontstaan van een nieuwe kleinstedelijke woonkern met bijbehorende parochiekerk (iets meer naar het zuiden, rond de huidige Markt, Heldenlaan en Hoogstraat). Het kleine centrum kwam vanaf de veertiende eeuw tot bloei en kreeg als 'vryheydt' bepaalde fiscale, sociale en economische rechten (lakenhuis, eigen bestuur, rechtspraak en vanaf 1524 marktrecht (wekelijkse markt en twee jaarmarkten)). De baronie van Zottegem behoorde tot het Land van Aalst, kasselrij van het graafschap Vlaanderen. Het Egmontkasteel van de heren van Zottegem werd achtereenvolgens het bezit van de adellijke geslachten Edingen (dertiende eeuw), en in de Bourgondische Nederlanden van het geslacht Melun (veertiende eeuw) en het huis Luxemburg-Fiennes (vijftiende eeuw). In de zestiende eeuw kwamen de heerlijkheid Zottegem en het Egmontkasteel in handen van het huis Egmont en Lamoraal van Egmont.

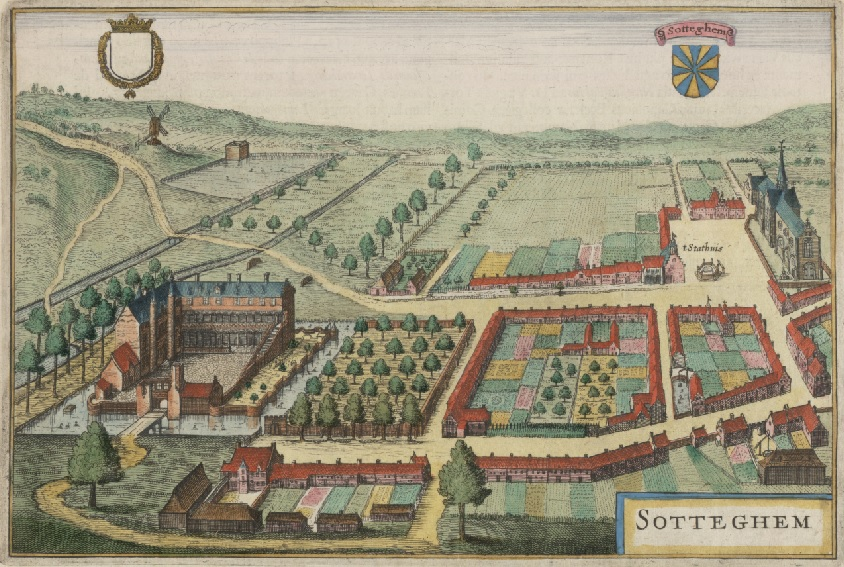
Zottegem in de eerste helft van de 17e eeuw (afbeelding uit Flandria Illustrata - 1641)

De woelige tweede helft van de zestiende eeuw werd gekenmerkt door het opkomende protestantisme en (na de Beeldenstorm) de opstand tegen de Spanjaarden tijdens de Tachtigjarige Oorlog in de Spaanse Nederlanden. Na zijn onthoofding op bevel van Alva op 5 juni 1568 werd Lamoraal van Egmont begraven in de Onze-Lieve-Vrouw-Hemelvaartkerk. Tussen 1579 en 1581 kreeg Zottegem te maken met krijgsgeweld, zowel van protestantse geuzen als van katholieke malcontenten. Zottegem had in de daaropvolgende eeuwen regelmatig af te rekenen met krijgsgeweld van vooral Franse troepen (1645, 1658, 1671, 1690-1701, 1742-1748). Vanaf 1707 (de Oostenrijkse Nederlanden tot de Franse Tijd in België) kwam het Egmontkasteel in handen van de adellijke familie Pignatelli. Tijdens de Boerenkrijg in de Franse periode in oktober 1798 bezetten zo'n 200 brigands gedurende een week Zottegem en vielen er het schepenhuis binnen.
Zottegem had zich ondertussen ontwikkeld tot een klein handels- en ambachtscentrum van regionaal belang. In 1867 werd de spoorlijn tussen Gent en 's-Gravenbrakel aangelegd (naar het Waalse steenkoolbekken) en werd het station Zottegem in gebruik genomen, in 1870 volgde de lijn Brussel-Kortrijk en in 1875 de lijn Aalst-Ronse. De stadskern werd uitgebreid richting station (Stationsplein, Stationsstraat) en de bevolking nam daardoor snel toe. Zottegem werd een handels- en nijverheidscentrum met scholen (Gesticht Onze-Lieve-Vrouw van Deinsbeke, Sint-Barbarainstituut), een tiental brouwerijen (Brouwerij De Klok, Brouwerij Crombé, Brouwerij De Meyer, Brouwerij Barbry, Brouwerij Het Lam, Brouwerij Droesbeque, Brouwerij De Winne, Brouwerij De Cock), kachelmakerijen (Stovenfabriek François), schoenen-, breigoed- en textielfabrieken (Sanitary, Cantaert, Schockaert-Smeets, Cousy,.) Verschillende industriëlen en rijke burgers lieten statige woningen optrekken in art-decostijl, eclectische stijl of cottagestijl in en rond het centrum. Tijdens de Eerste Wereldoorlog werd het station gebombardeerd en werden twee leden van een spoorwegspionagenetwerk (Léonce Roels en Désiré Van den Bossche) gefusilleerd. Tijdens de Tweede Wereldoorlog kwamen verschillende politiek gevangenen om (Jules Lootens, Firmin Bogaert, Léon Lefèvre, Albert Sonck, Georges Otte) en vielen bij de bevrijding verschillende doden tijdens het Treffen bij de Luchtbal.

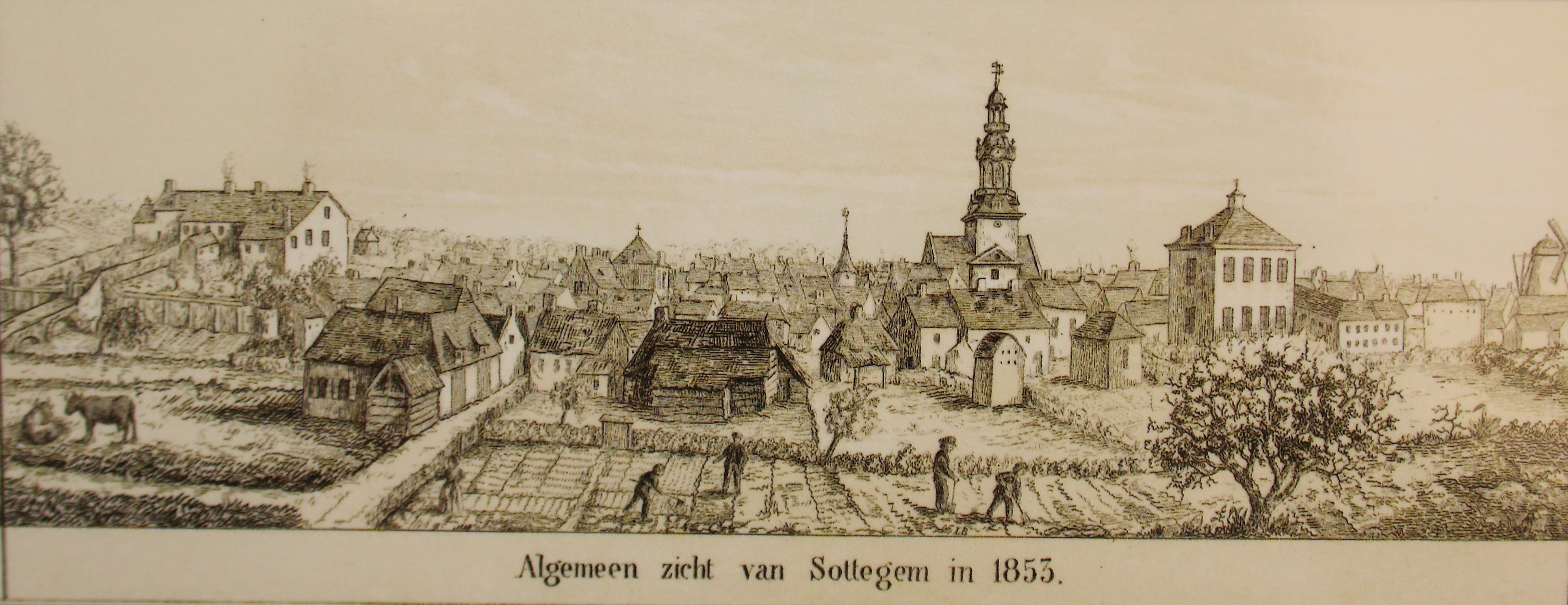
Zottegem in 1853

Vanaf de jaren 50 breidde de stad gestaag verder uit met nieuwe woonwijken. De fusiegemeente Zottegem, die ontstond na fusies in 1971 en 1977, draagt sinds 1985 de titel 'stad'. Tegenwoordig is Zottegem vooral een regionaal handels- en dienstencentrum (met winkels, ziekenhuis AZ Sint-Elisabeth Zottegem en scholen (Koninklijk Atheneum Zottegem, Richtpunt Campus Zottegem, Onze-Lieve-Vrouwcollege)) met een relatief groot aantal pendelaars.

## Geografie
Zottegem ligt in het vrij heuvelachtige Vlaamse Ardennen-landschap dat varieert van 20 meter tot 102 meter hoogte met hellingen als De Vlamme, Langendries, Grotenberge, Slijpstraat-Kortendries, Wolvenhoek, Klemhoutstraat, Kloosterbosstraat, Bontestraat en Elverenberg-Vossenhol. De glooiende noordelijke helft van het grondgebied is iets vlakker dan het sterker heuvelende zuidelijke deel met Erwetegem, Sint-Goriks-Oudenhove, Sint-Maria-Oudenhove. Zottegem maakt deel uit van het Regionaal Landschap Vlaamse Ardennen en van het Landschapspark Vlaamse Ardennen.
Door Zottegem stromen verscheidene waterlopen waaronder de Bettelhovebeek (Deinsbeek), de Molenbeek (monding in de Zwalm), de Traveinsbeek (monding in de Zwalm), de Molenbeek-Ter Erpenbeek, de Molenbeek (monding nabij Wichelen) en de Munkbosbeek (Stampkotbeek). In het westen wordt Zottegem begrensd door de Zwalm in de Zwalmvallei. Zottegem grenst aan de gemeentes Gavere, Oosterzele, Sint-Lievens-Houtem, Herzele, Lierde, Brakel en Zwalm.

## Kernen
Naast Zottegem zelf bestaat de fusiegemeente uit de onderstaande deelgemeenten.
In 1971 fuseerde Zottegem met de toenmalige gemeenten Velzeke-Ruddershove, Elene, Strijpen, Erwetegem, Grotenberge, Leeuwergem, Godveerdegem en Sint-Goriks-Oudenhove. In 1977 vervoegden ook delen van Oombergen en delen van Sint-Maria-Oudenhove de fusiegemeente 'Zottegem' (andere delen van Oombergen werden bij Sint-Lievens-Houtem gevoegd; andere delen van Sint-Maria-Oudenhove bij Brakel).
Velzeke-Ruddershove bestaat uit Velzeke en Ruddershove, die tot 1825 zelfstandige gemeenten waren. De wijk Bijloke ligt op de grens van Grotenberge, Leeuwergem en Strijpen, en sluit aan op de stadskern van Zottegem, net als de wijk Bevegem.

### Deelgemeenten
|    | Naam                  | Opp. (km²) | Inwoners (2020) | Inwoners per km² | NIS-code  |
| -- | --------------------- | ---------- | --------------- | ---------------- | --------- |
| 1  | Zottegem              | 1,72       | 5.750           | 3.337            | 41081A    |
| 2  | Elene                 | 3,20       | 1.177           | 367              | 41081B0-1 |
| 3  | Oombergen             | 2,01       | 643             | 320              | 41081B2   |
| 4  | Leeuwergem            | 2,49       | 1.812           | 728              | 41081C    |
| 5  | Grotenberge           | 5,07       | 1.750           | 345              | 41081D    |
| 6  | Godveerdegem          | 3,34       | 1.234           | 370              | 41081E    |
| 7  | Erwetegem             | 9,41       | 3.100           | 330              | 41081F    |
| 8  | Sint-Goriks-Oudenhove | 5,63       | 952             | 169              | 41081G    |
| 9  | Strijpen              | 6,09       | 4.455           | 731              | 41081H    |
| 10 | Velzeke-Ruddershove   | 13,23      | 3.312           | 250              | 41081J    |
| 11 | Sint-Maria-Oudenhove  | 5,27       | 2.499           | 474              | 41081K    |

## Demografie

### Demografische evolutie voor de fusie
- Bron:NIS - Opm:1831 t/m 1961=volkstellingen op 31 december

### Demografische ontwikkeling van de fusiegemeente
Alle historische gegevens hebben betrekking op de huidige gemeente, inclusief deelgemeenten, zoals ontstaan na de fusie van 1 januari 1977.
- Bronnen:NIS, Opm:1831 tot en met 1981=volkstellingen; 1990 en later= inwonertal op 1 januari

| Inwoners van jaar tot jaar op 1 januari 1992 tot heden | Inwoners van jaar tot jaar op 1 januari 1992 tot heden | Inwoners van jaar tot jaar op 1 januari 1992 tot heden |
| jaar                                                   | Aantal                                                 | Evolutie: 1992=index 100                               |
| ------------------------------------------------------ | ------------------------------------------------------ | ------------------------------------------------------ |
| 1992                                                   | 24.580                                                 | 100,0                                                  |
| 1993                                                   | 24.574                                                 | 100,0                                                  |
| 1994                                                   | 24.571                                                 | 100,0                                                  |
| 1995                                                   | 24.542                                                 | 99,8                                                   |
| 1996                                                   | 24.463                                                 | 99,5                                                   |
| 1997                                                   | 24.586                                                 | 100,0                                                  |
| 1998                                                   | 24.675                                                 | 100,4                                                  |
| 1999                                                   | 24.631                                                 | 100,2                                                  |
| 2000                                                   | 24.574                                                 | 100,0                                                  |
| 2001                                                   | 24.531                                                 | 99,8                                                   |
| 2002                                                   | 24.507                                                 | 99,7                                                   |
| 2003                                                   | 24.486                                                 | 99,6                                                   |
| 2004                                                   | 24.474                                                 | 99,6                                                   |
| 2005                                                   | 24.394                                                 | 99,2                                                   |
| 2006                                                   | 24.548                                                 | 99,9                                                   |
| 2007                                                   | 24.578                                                 | 100,0                                                  |
| 2008                                                   | 24.664                                                 | 100,3                                                  |
| 2009                                                   | 24.777                                                 | 100,8                                                  |
| 2010                                                   | 24.882                                                 | 101,2                                                  |
| 2011                                                   | 25.073                                                 | 102,0                                                  |
| 2012                                                   | 25.398                                                 | 103,3                                                  |
| 2013                                                   | 25.580                                                 | 104,1                                                  |
| 2014                                                   | 25.689                                                 | 104,5                                                  |
| 2015                                                   | 25.806                                                 | 105,0                                                  |
| 2016                                                   | 25.899                                                 | 105,4                                                  |
| 2017                                                   | 26.137                                                 | 106,3                                                  |
| 2018                                                   | 26.373                                                 | 107,3                                                  |
| 2019                                                   | 26.582                                                 | 108,1                                                  |
| 2020                                                   | 26.686                                                 | 108,6                                                  |
| 2021                                                   | 26.921                                                 | 109,5                                                  |
| 2022                                                   | 27.341                                                 | 111,2                                                  |
| 2023                                                   | 27.677                                                 | 112,6                                                  |
| 2024                                                   | 28.085                                                 | 114,3                                                  |
| 2025                                                   | 28.236                                                 | 114,9                                                  |

## Bezienswaardigheden

### Egmontstad
De stad was de thuisbasis van Lamoraal van Egmont en staat daardoor bekend als Egmontstad. Verschillende monumenten herinneren aan de zestiende-eeuwse graaf: 
- Egmontkasteel in het Egmontpark
- Egmontcrypte in de Onze-Lieve-Vrouw-Hemelvaartkerk
- Standbeeld van Lamoraal van Egmont
- Een schrijn met Egmonts gekliefde halswervel en twee schilderijen (Laatste eerbewijzen aan Egmont en Horne, Het kasteel Egmond aan den Hoef) in het stadhuis, waar ook een 'Egmontkamer' is ingericht.[29]

### Andere bezienswaardigheden
- Stadhuis (met Marktleeuw) en Huis De Katholieke Kring op de Markt
- Domein Breivelde
- Kasteel van Leeuwergem
- Provinciaal Archeocentrum Velzeke (AVE) aan de Paddestraat

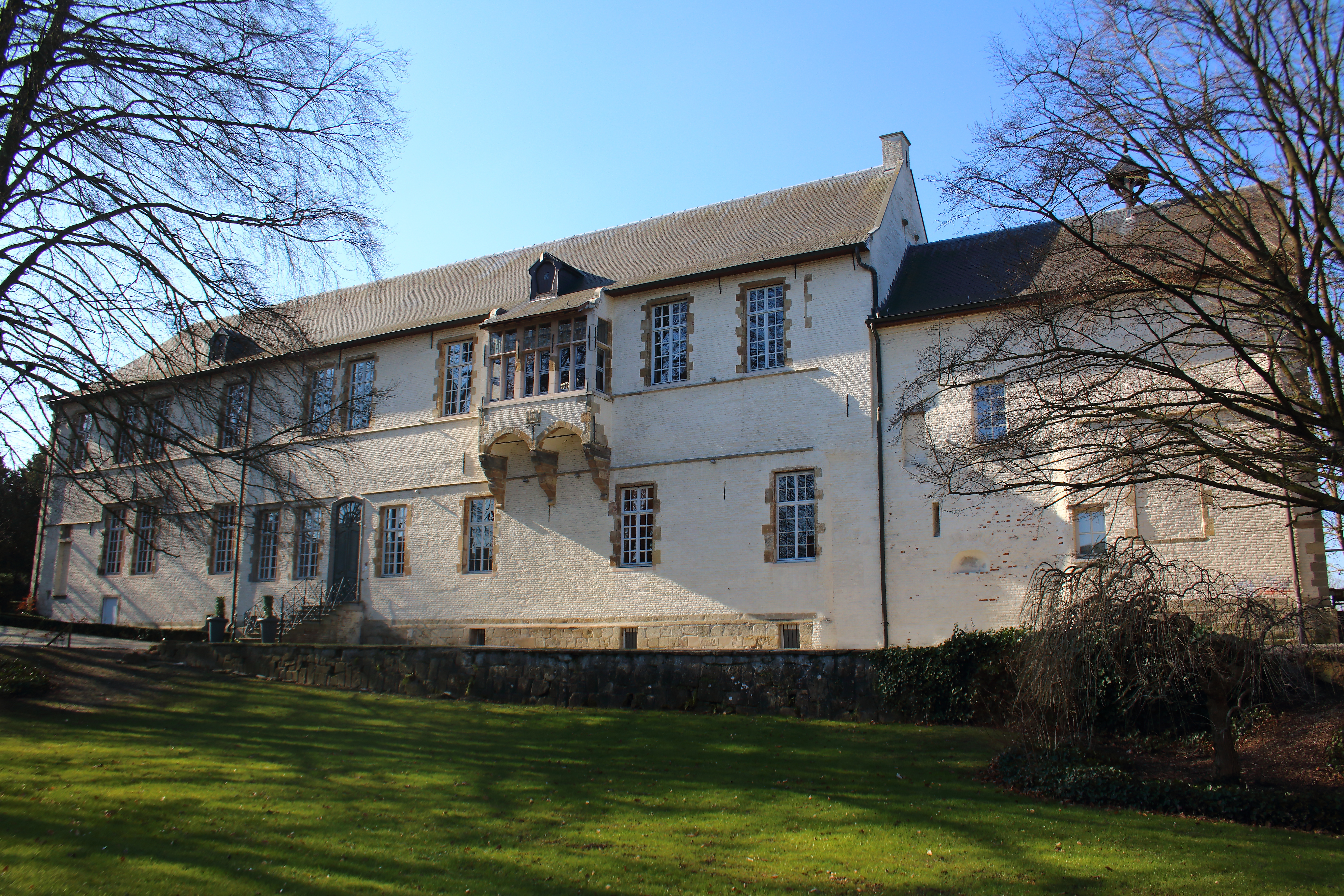
Egmontkasteel in het Egmontpark
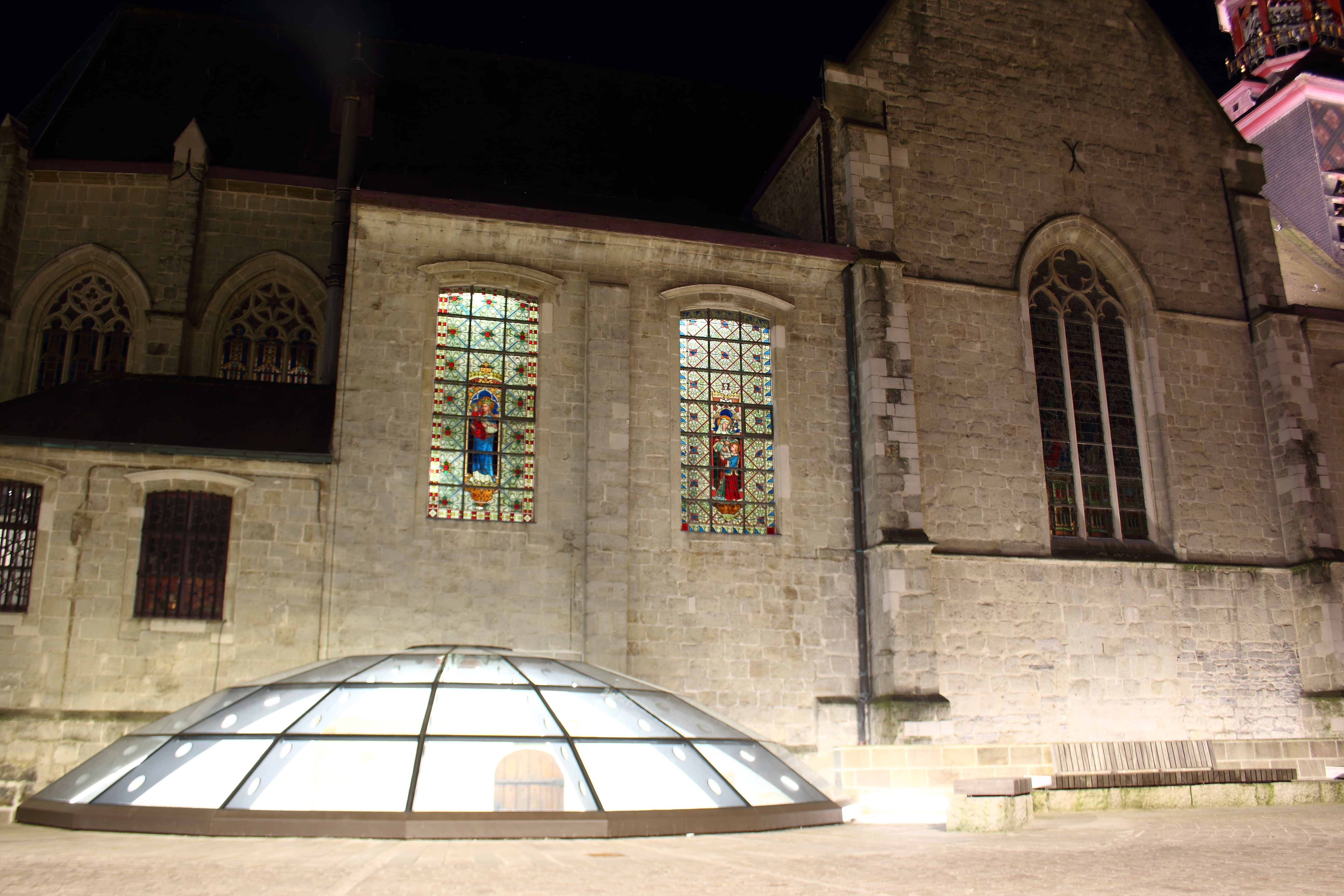
Egmontcrypte aan de Onze-Lieve-Vrouw-Hemelvaartkerk
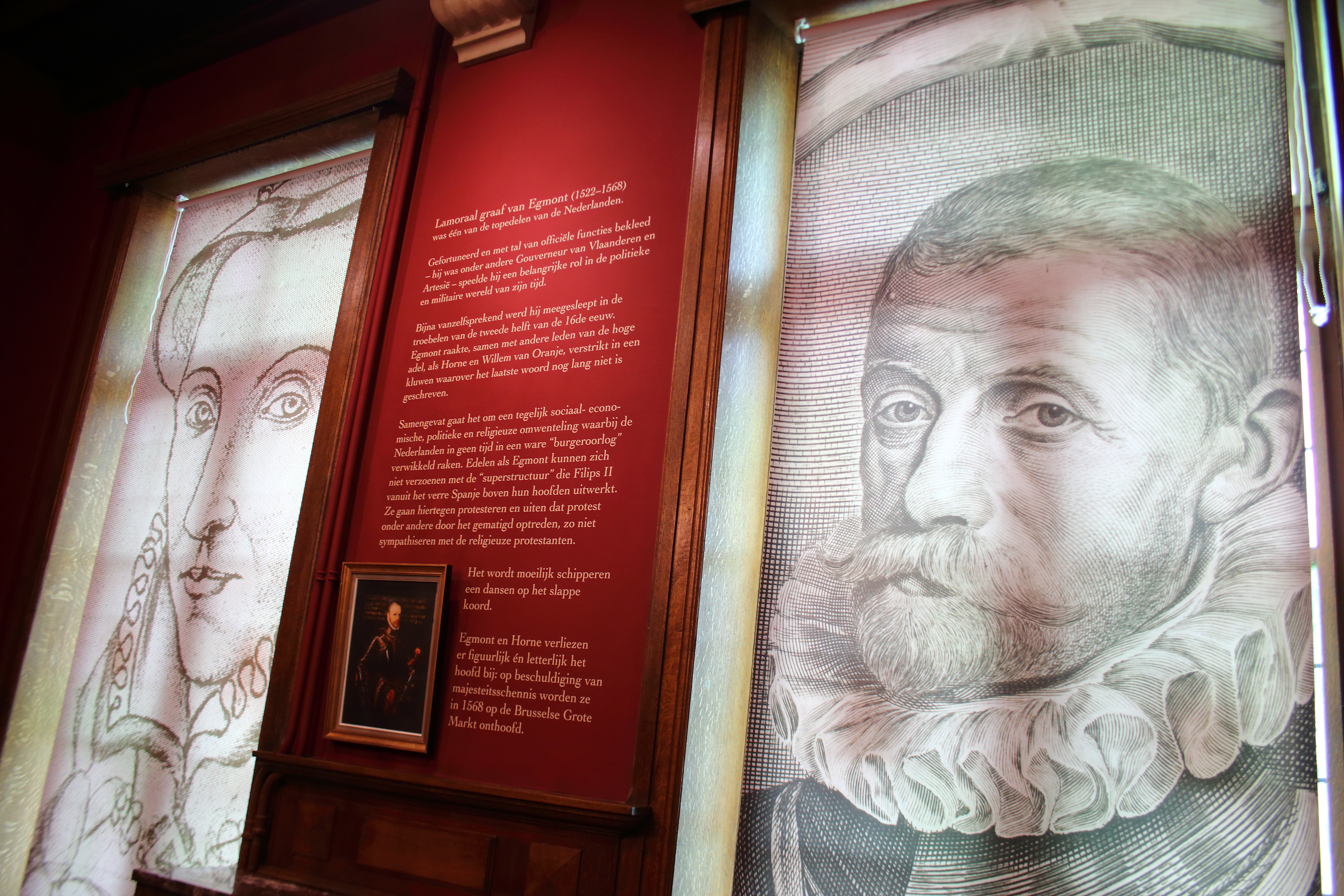
Egmontkamer in het stadhuis op de Markt
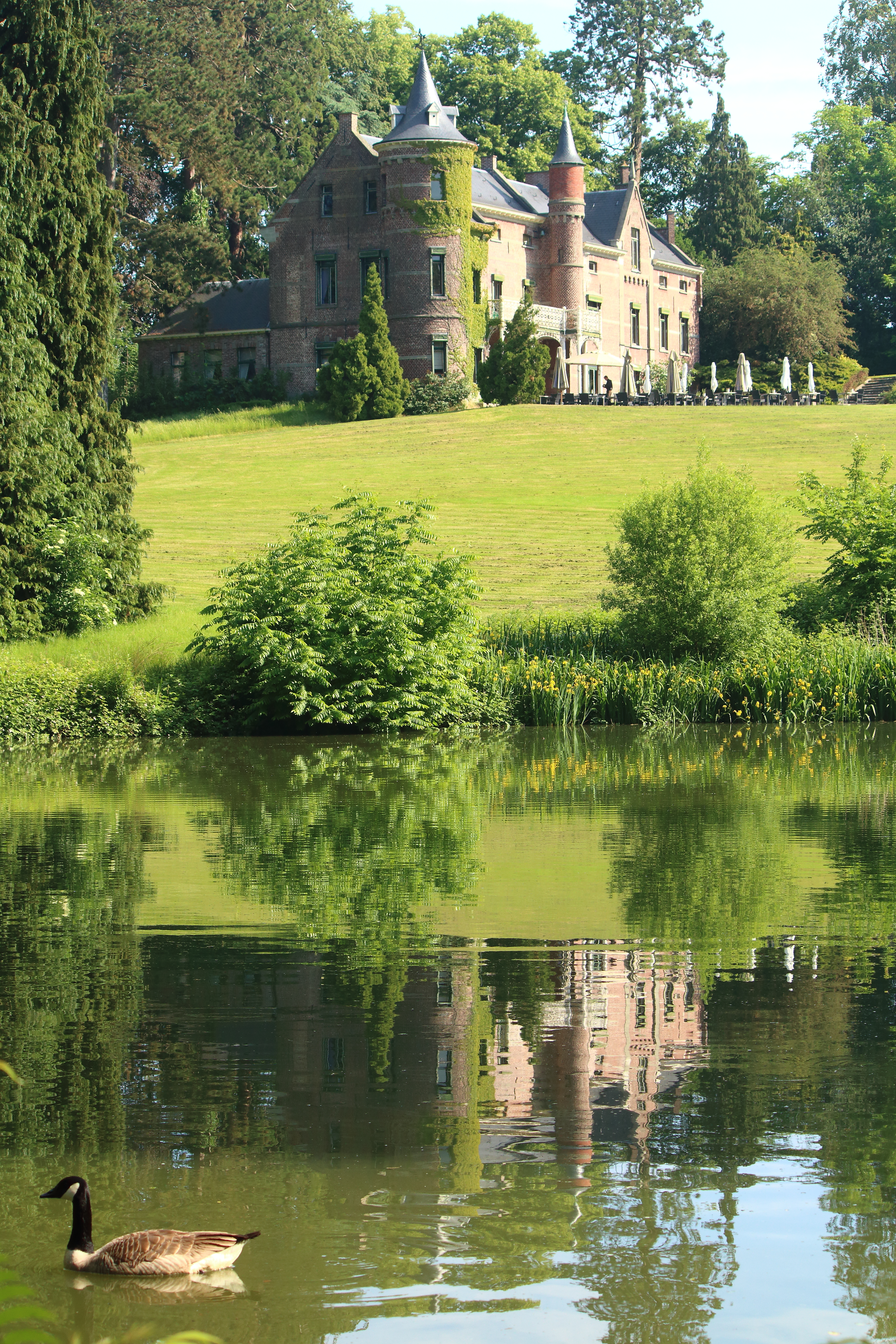
Domein Breivelde
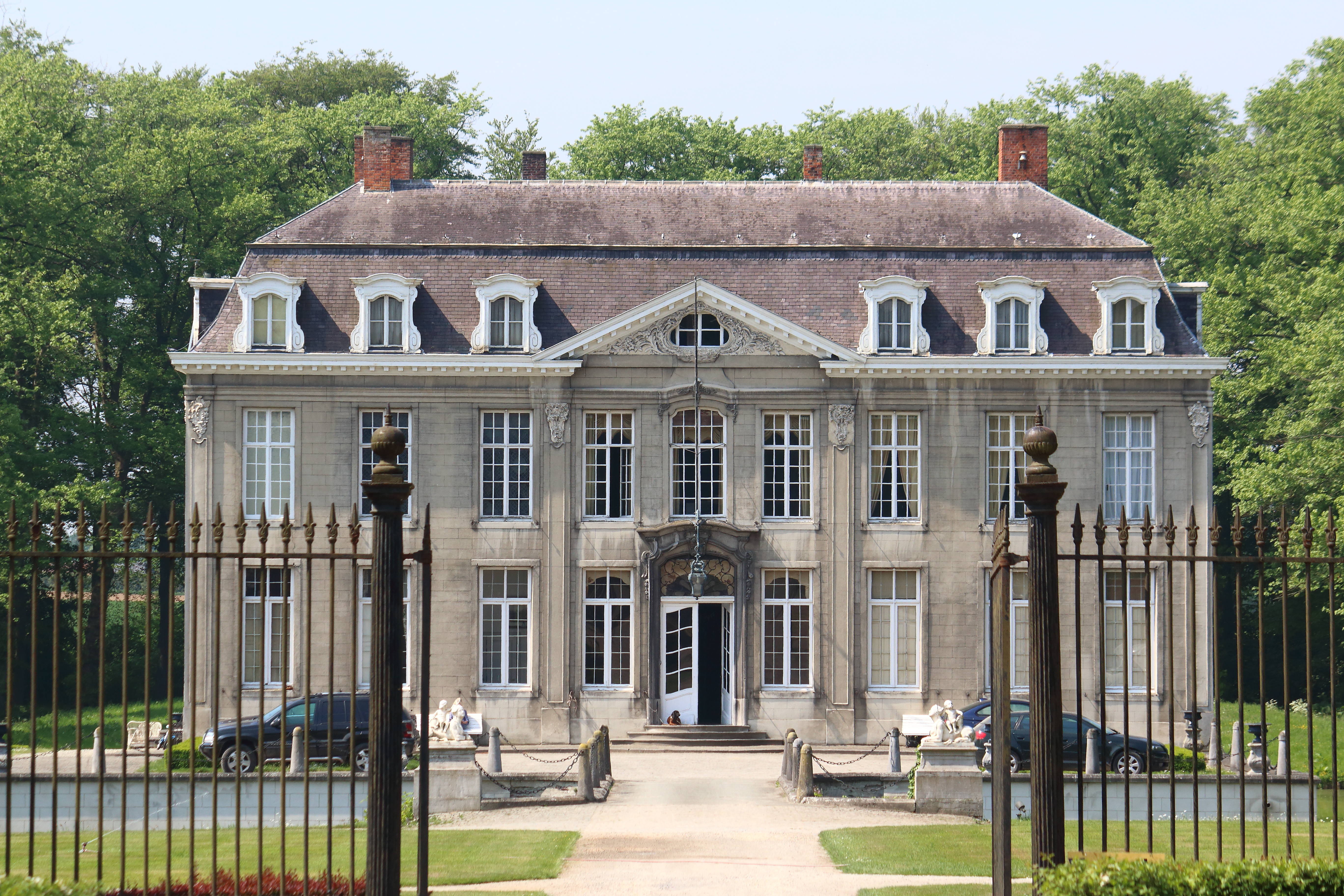
Kasteel van Leeuwergem
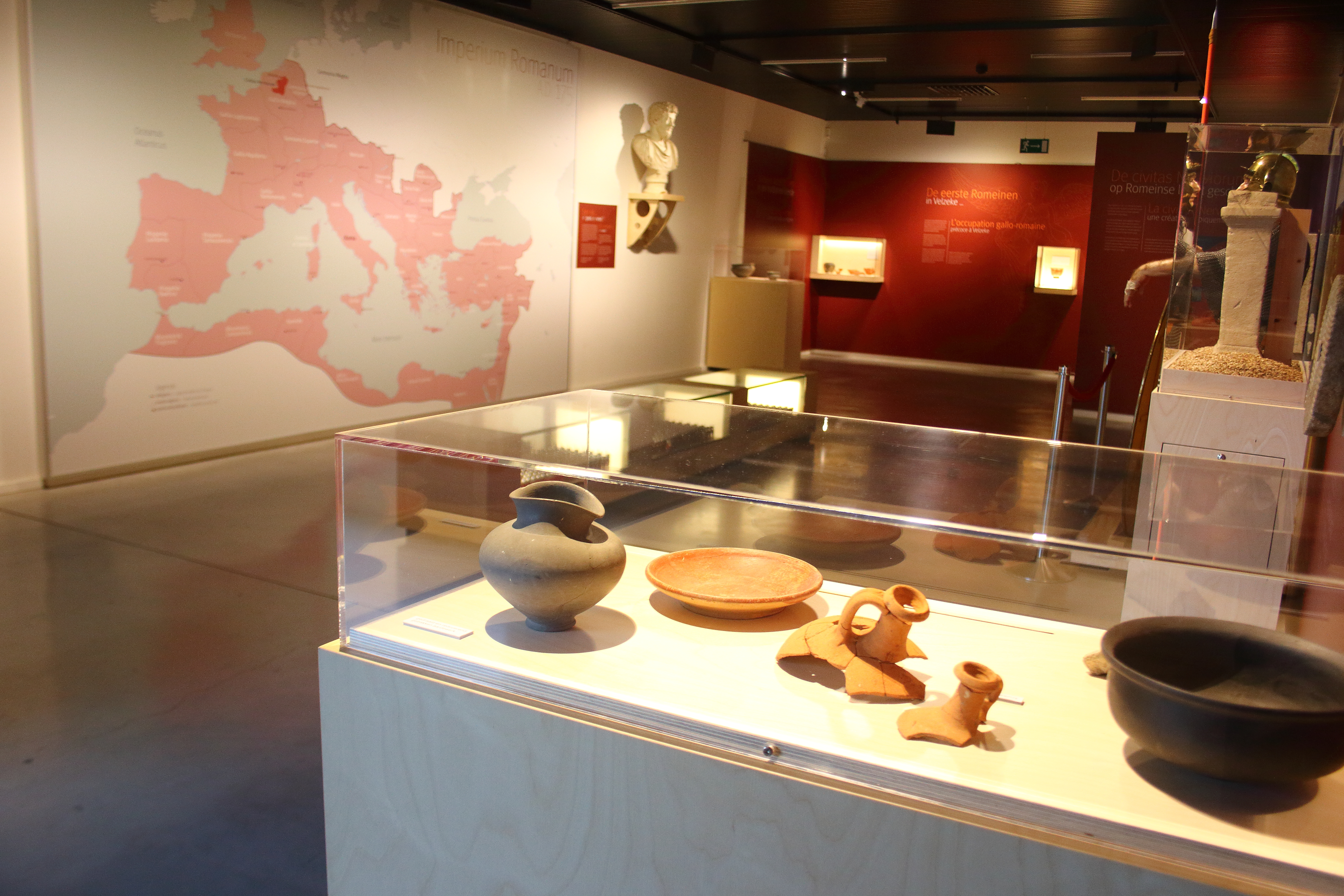
Provinciaal Archeocentrum Velzeke

## Natuurgebieden en parken
In Zottegem liggen verschillende natuurgebieden; de meeste daarvan zijn Europees beschermd als Natura 2000-habitatrichtlijngebied (Bossen van de Vlaamse Ardennen en andere Zuid-Vlaamse bossen) en worden beheerd door de stad Zottegem, Natuurpunt of het Agentschap voor Natuur en Bos. Het gaat om Wachtspaarbekken Bettelhovebeek, Middenloop Zwalm, Kloosterbos, Vijfstratenbos, Steenbergse bossen, Parkbos-Uilenbroek, Oombergse bossen en Cotthembos, Bertelbos, Munkbosbeekvallei, Vogelzangbos, Pardassenhoek. Zottegem telt ook verschillende parken, waaronder Domein Breivelde, Egmontpark, Beislovenpark, speelbos drOOmbergen, Molenwaterparkje.

## Politiek

### Structuur
De stad Zottegem ligt in het kieskanton Zottegem in het provinciedistrict Geraardsbergen, het kiesarrondissement Aalst-Oudenaarde en de kieskring Oost-Vlaanderen.
| Zottegem         | Zottegem         | Supranationaal         | Nationaal                         | Nationaal                 | Gemeenschap               | Gewest                    | Provincie                 | Arrondissement   | Provinciedistrict | Kanton          | Gemeente        |
| ---------------- | ---------------- | ---------------------- | --------------------------------- | ------------------------- | ------------------------- | ------------------------- | ------------------------- | ---------------- | ----------------- | --------------- | --------------- |
| Administratief   | Niveau           | Europese Unie          | België                            | België                    | Vlaanderen                | Vlaanderen                | Oost-Vlaanderen           | Aalst            | Aalst             | Aalst           | Zottegem        |
| Administratief   | Bestuur          | Europese Commissie     | Belgische regering                | Belgische regering        | Vlaamse regering          | Vlaamse regering          | Deputatie                 | Deputatie        | Deputatie         | Deputatie       | Gemeentebestuur |
| Administratief   | Raad             | Europees Parlement     | Kamer van volksvertegenwoordigers | Vlaams Parlement          | Vlaams Parlement          | Vlaams Parlement          | Provincieraad             | Provincieraad    | Provincieraad     | Provincieraad   | Gemeenteraad    |
| Kiesomschrijving | Kiesomschrijving | Nederlands Kiescollege | Kieskring Oost-Vlaanderen         | Kieskring Oost-Vlaanderen | Kieskring Oost-Vlaanderen | Kieskring Oost-Vlaanderen | Kieskring Oost-Vlaanderen | Aalst-Oudenaarde | Geraardsbergen    | Zottegem        | Zottegem        |
| Verkiezing       | Verkiezing       | Europese               | Federale                          | Federale                  | Vlaamse                   | Vlaamse                   | Provincieraads-           | Provincieraads-  | Provincieraads-   | Provincieraads- | Gemeenteraads-  |

### Geschiedenis

#### 2025-2030
Na de gemeenteraadsverkiezingen van 2024 werd Vooruit de grootste partij, maar ze slaagde er niet in mogelijke coalitiepartners te overtuigen. Tussen 2024 en 2030 is er een coalitie van N-VA, CD&V, Positief, met Evelien De Both als burgemeester. Evelien De Both (N-VA) werd burgemeester.

#### Schepencollege
| Functie en bevoegdheden | Naam                 | Partij | Partij   |
| --- | -------------------- | ------ | -------- |
| Burgemeester Veiligheid, landschapspark, toerisme en communicatie                                                                                          | Evelien De Both      |        | N-VA     |
| Eerste schepen Openbare werken, netheid, trage wegen, sport, feestelijkheden en AGB                                                                        | Brecht Cassiman      |        | N-VA     |
| Tweede schepen Erfgoed, patrimonium, leefmilieu & groen, mobiliteit en ontwikkelingssamenwerking                                                           | Jenne De Potter      |        | CD&V     |
| Derde schepen Middenstand, lokale economie, ruimtelijke ordening, citymarketing, deelgemeenten, dierenwelzijn en verkiezingszaken                          | Marnic De Clercq     |        | Positief |
| Vierde schepen Cultuur, jeugd, onderwijs, burgerlijke stand, bevolking en personeel                                                                        | Lieselotte De Roover |        | CD&V     |
| Vijfde schepen Financiën, kerkfabrieken, begraafplaatsen, landbouw en ICT                                                                                  | Leen Goossens        |        | CD&V     |
| Zesde schepen Voorzitter van het Bijzonder comité voor de sociale diensten, woonzorgcentrum, Huis van het Kind, senioren, wonen, eenzaamheid en gezondheid | Peter Lagaert        |        | N-VA     |

### Resultaten gemeenteraadsverkiezingen sinds 1976
| Partij of kartel     | Partij of kartel                                  | 10-10-1976 | 10-10-1976 | 10-10-1982 | 10-10-1982 | 9-10-1988 | 9-10-1988 | 9-10-1994 | 9-10-1994 | 8-10-2000 | 8-10-2000 | 8-10-2006 | 8-10-2006 | 14-10-2012 | 14-10-2012 | 14-10-2018 | 14-10-2018 | 13-10-2024 | 13-10-2024 |
| Stemmen/Zetels       | Stemmen/Zetels                                    | %          | 27         | %          | 29         | %         | 29        | %         | 29        | %         | 27        | %         | 27        | %          | 29         | %          | 29         | %          | 29         |
| -------------------- | ------------------------------------------------- | ---------- | ---------- | ---------- | ---------- | --------- | --------- | --------- | --------- | --------- | --------- | --------- | --------- | ---------- | ---------- | ---------- | ---------- | ---------- | ---------- |
|                      | SP1/ sp.a2/ sp.a-Voor Zottegem3/ Vooruit4         | 21,831     | 6          | 27,851     | 8          | 37,981    | 12        | 39,591    | 13        | 37,151    | 12        | 32,922    | 10        | 22,22      | 7          | 23,43      | 7          | 31,94      | 11         |
|                      | AGALEV1 / Groen2/ ZiZo Zin in ZottegemC           | -          |            | -          |            | -         |           | 3,711     | 0         | -         |           | 8,882     | 2         | 7,542      | 1          | 9,22       | 2          | 5,3C       | 1          |
|                      | ZiZo Zin in ZottegemC                             | -          |            | -          |            | -         |           | -         |           | -         |           | -         |           | -          |            | -          |            | 5,3C       | 1          |
|                      | CVP1/ CD&V-N-VAA/ CD&V2                           | 42,461     | 12         | 34,041     | 10         | 29,321    | 9         | 29,41     | 9         | 27,731    | 8         | 26,55A    | 7         | 24,282     | 8          | 22,52      | 7          | 16,72      | 5          |
|                      | VU1/ CD&V-N-VAA/ N-VA-ZAPB/ N-VA2                 | 7,311      | 1          | -          |            | -         |           | 4,111     | 0         | -         |           | 26,55A    | 7         | 24,91B     | 8          | 25,12      | 8          | 26,52      | 8          |
|                      | ZAP1/ N-VA-ZAPB                                   | -          |            | -          |            | -         |           | -         |           | 10,211    | 2         | 10,311    | 2         | 24,91B     | 8          | 25,12      | 8          | 26,52      | 8          |
|                      | PVV1/ VOP2/ VLD3/ Open Vld4/ Positief5            | 28,391     | 8          | 38,112     | 11         | 28,42     | 8         | 23,193    | 7         | 19,963    | 5         | 21,353    | 6         | 15,694     | 5          | 184        | 5          | 9,25       | 2          |
|                      | Vlaams Blok1/ Vlaams Belang-Vlot2/ Vlaams Belang3 | -          |            | -          |            | -         |           | -         |           | 4,941     | 0         | -         |           | 2,912      | 0          | -          |            | 10,33      | 2          |
| Anderen(*)           | Anderen(*)                                        | -          |            | -          |            | 4,29      | 0         | -         |           | -         |           | -         |           | 2,42       | 0          | 1,8        | 0          | 0,3        | 0          |
| Totaal stemmen       | Totaal stemmen                                    | 17963      | 17963      | 18293      | 18293      | 18791     | 18791     | 18930     | 18930     | 18729     | 18729     | 19100     | 19100     | 19299      | 19299      | 19747      | 19747      | 14455      | 14455      |
| Opkomst %            | Opkomst %                                         |            |            |            |            | 96,79     | 96,79     | 95,28     | 95,28     | 93,49     | 93,49     | 95,16     | 95,16     | 93,32      | 93,32      | 94,1       | 94,1       | 66,1       | 66,1       |
| Blanco en ongeldig % | Blanco en ongeldig %                              | 1,97       | 1,97       | 3,07       | 3,07       | 3,18      | 3,18      | 3,47      | 3,47      | 3,43      | 3,43      | 4,49      | 4,49      | 3,84       | 3,84       | 4,2        | 4,2        | 1,2        | 1,2        |

De rode cijfers naast de gegevens duiden aan onder welke naam de partijen bij elke verkiezing opkwamen.

De zetels van de gevormde coalitie staan vetjes afgedrukt. De grootste partij is in kleur.

(*) 1988: VERZET / 2012: LEEF! (1,71%), LDD Plus (1,71%) / 2018: De Vrije Mening (1,8%) / 2024: De Vrije Mening (0,3%)

## Verkeer en vervoer
Nabij het stadscentrum bevindt zich het station van Zottegem, op de kruising van spoorlijn 89 en 122. Langs spoorlijn 122 wordt Fietssnelweg F417 aangelegd tussen Zottegem en Gent.
Van noord naar zuid loopt door de gemeente de N42, de gewestweg Wetteren-Geraardsbergen-Lessen. In oost-westrichting loopt de N46, de gewestweg Aalst-Oudenaarde. Verder lopen ook de N454 (Ronse-Zottegem) en de N462 (Wetteren-Brakel) door Zottegem.

## Sport

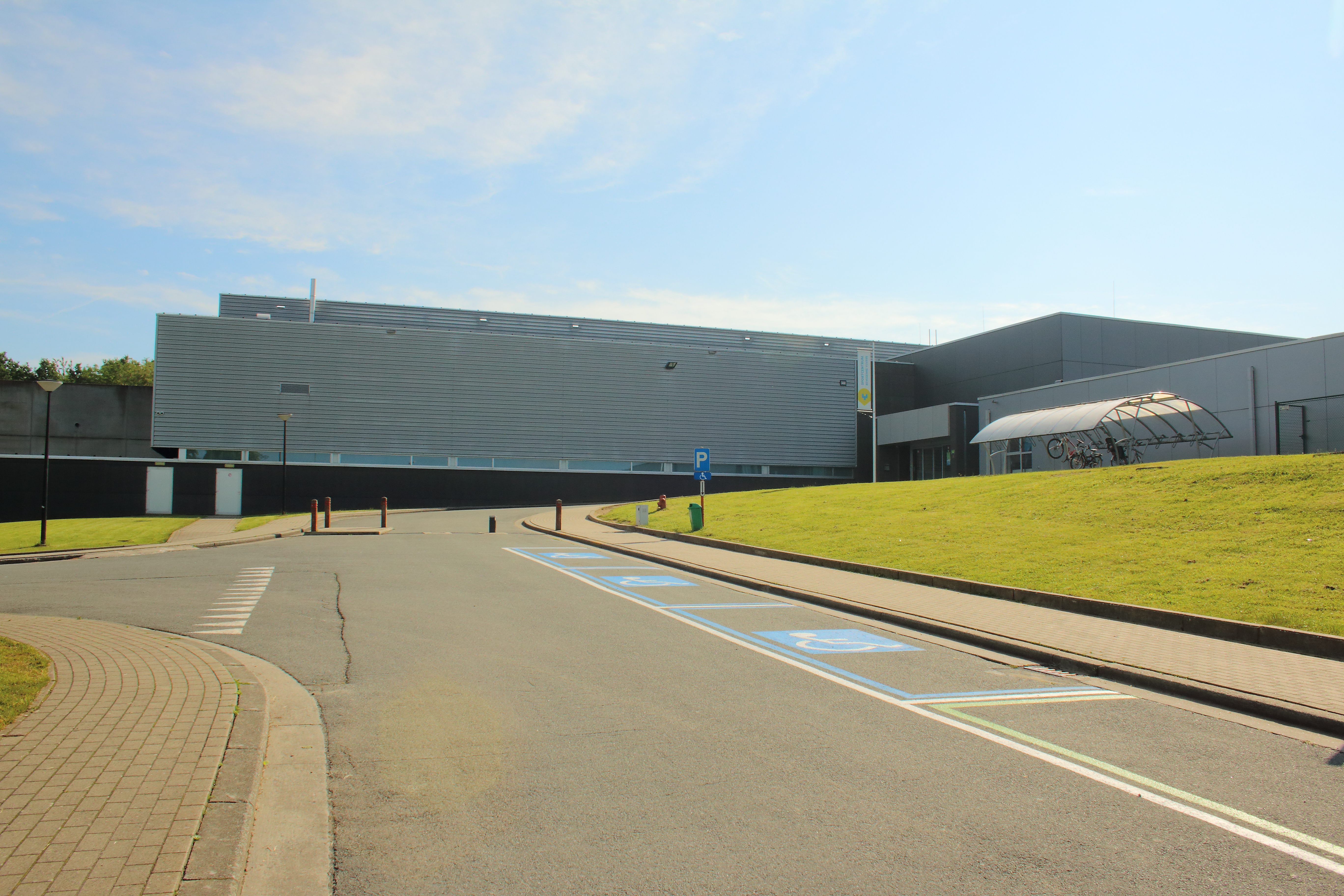
Stedelijk sportcentrum 'Bevegemse Vijvers'

Voetbalclub KSV Sottegem speelde in zijn bestaan verscheidene seizoenen in de nationale reeksen. In de deelgemeenten zijn nog andere clubs aangesloten bij de Belgische Voetbalbond en actief in de provinciale reeksen, namelijk Eendracht Elene-Grotenberge, WK Sint-Goriks, EC Oudenhove, Racing Strijpen, FC Velzeke en RR Breivelde-Zottegem.
In de stad zijn ook nog andere sportclubs actief, waaronder basketbalclub BBC Helios Zottegem, tennisclub Tennis & Padel TC Zottegem, Zwemclub Labio-FIRST, volleybalclub MEZO, turnclub EWB, Hockeyclub Arcus Zottegem, Badmintonclub Zottegem, Judoschool Zottegem, Shotokan Karateclub Zottegem, tafeltennisclub TTC Egmont, Rugby Club Zottegem, honkbal- en softbalclub Zottegem Bebops, triatlonclub 3ZotTeam, Schaakclub Caballos, squashclub Future Sports en atletiekvereniging Zottegem Atletiek. Het stedelijk sportcentrum de 'Bevegemse Vijvers' met zwembad en sportzalen bevindt zich in de wijk Bevegem. Met financiële steun van de provincie Oost-Vlaanderen werd er in 2006 een nieuw complex gebouwd met sportzalen, een feestzaal en een fuifzaal. Het zwembad werd gerenoveerd in 2009 en 2010. Er liggen ook nog enkele voetbalterreinen, een Finse piste, een honkbalterrein en een fit-o-meter. Vlakbij ligt het stedelijk sportstadion Jules Matthijs met sportcomplex.
De plaats wordt aangedaan door verschillende wielerwedstrijden waaronder de Driedaagse van De Panne, E3 Harelbeke, de Ronde van België en de Ronde van Vlaanderen. Jaarlijks wordt ook de Egmont Cycling Race (voorheen bij de mannen Dokter Tistaertprijs/Grote Prijs Stad Zottegem) er georganiseerd voor mannen en vrouwen. In 2024 vonden het Belgisch kampioenschap wielrennen voor heren elite met contract en Belgisch kampioenschap wielrennen voor dames elite plaats in Zottegem.

## Recreatie
Door de gemeente Zottegem lopen onder meer de fietsroutes 'Egmontroute' en 'Ronde van Vlaanderenroute' (rode en gele lus), Sport Vlaanderen-mountainbikeroutes, Sport Vlaanderen-looproutes door Domein Breivelde en de autoroutes 'Vlaamse Ardennenroute' en 'Romeinse weg Velzeke-Bavay Viae Romanae'. Het fietsroutenetwerk 'Vlaamse Ardennen', de Streek-GR Vlaamse Ardennen, de GR122 en de wandelroutenetwerken 'Vlaamse Ardennen - Zwalmvallei', 'Vlaamse Ardennen - Bronbossen' en 'Tussen Zwalm en Dender' lopen deels door Zottegem. Andere wandelpaden zijn het Mijnwerkerspad en het Jan de Lichtepad.

## Cultuur

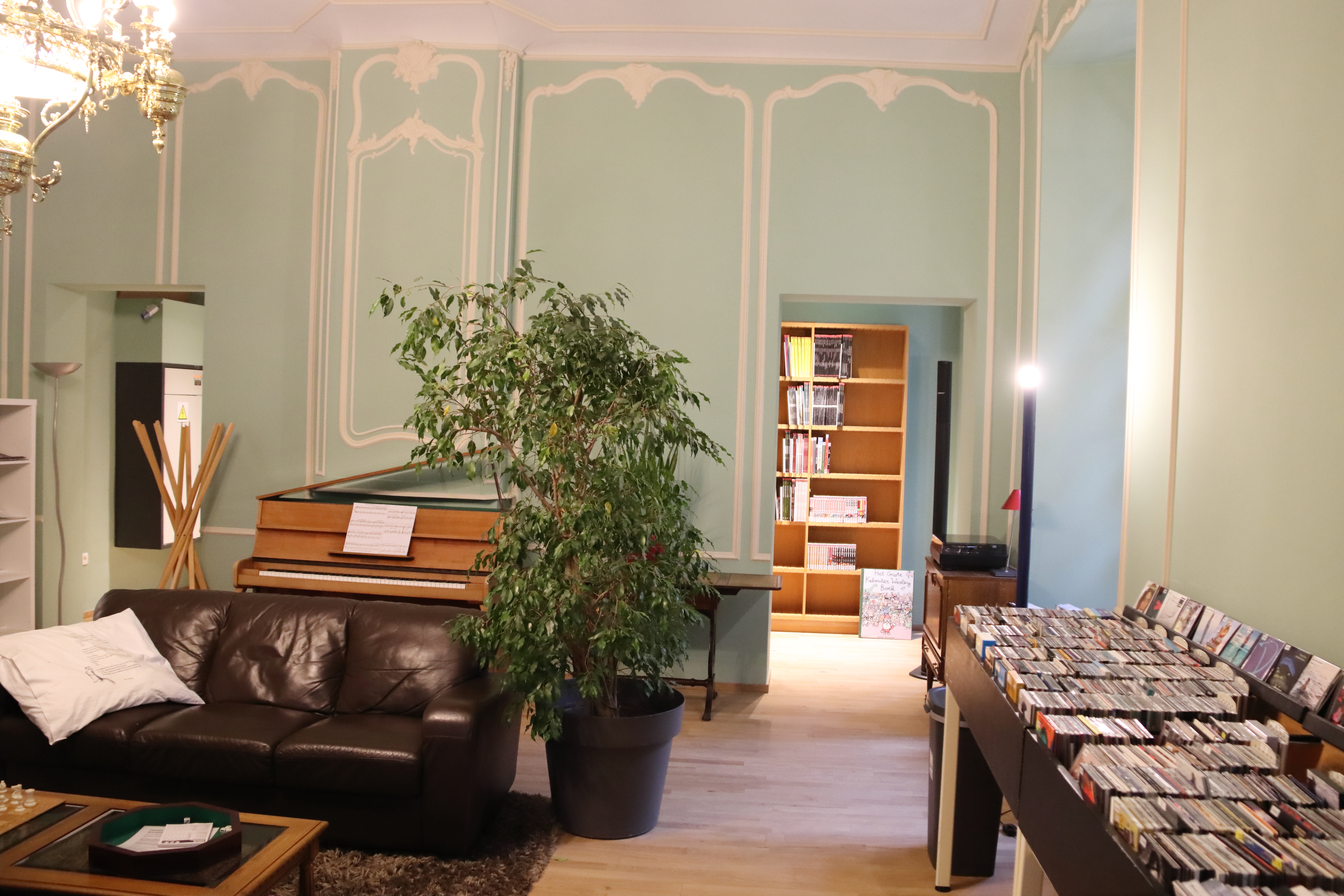
Leessalon, Bibliotheek Zottegem.

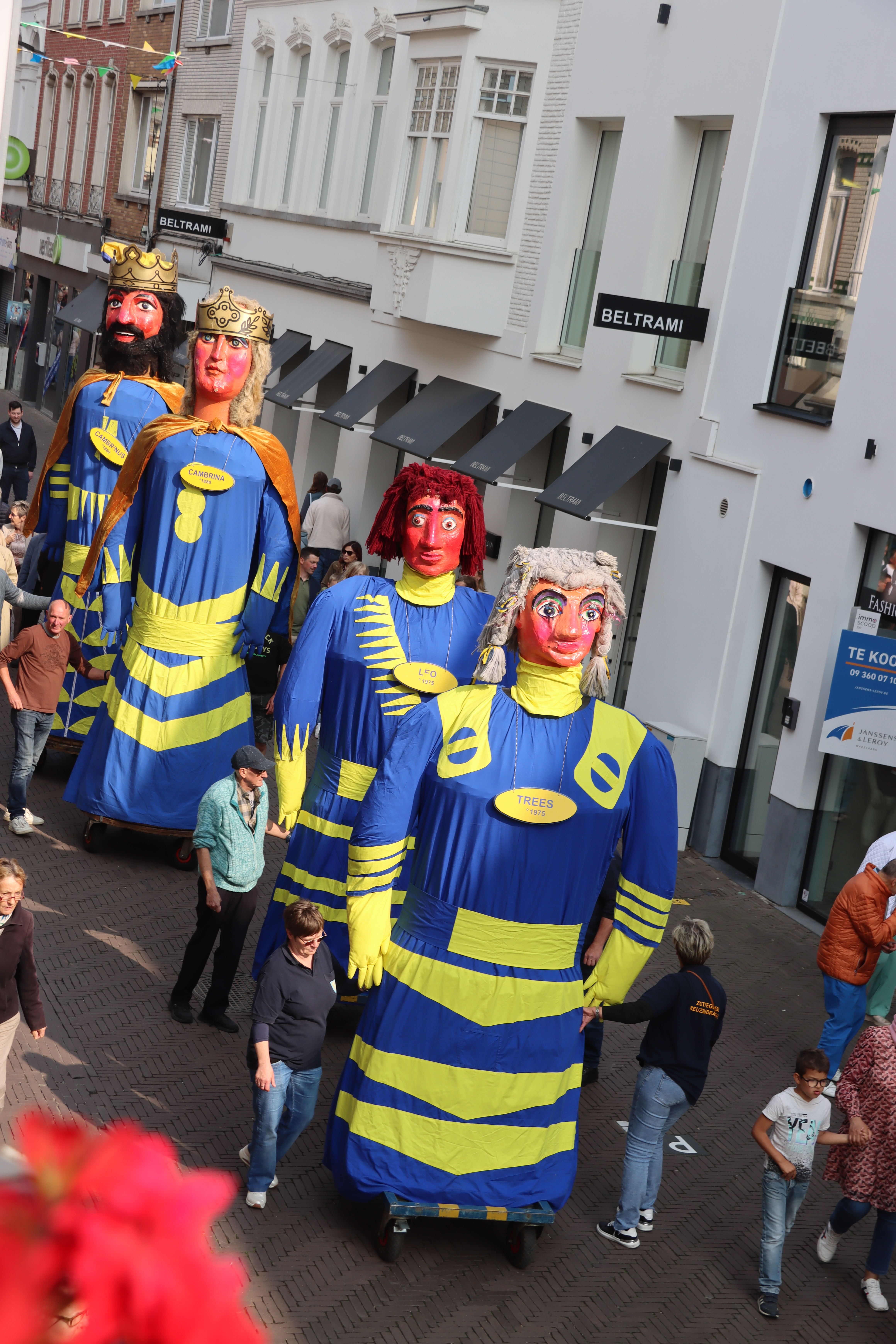
Zottegemse reuzen.

Zottegem heeft enkele stadsreuzen (Cambrinus, Cambrina, Sotto, Johanna, Leo en Trees), die samen met de acht wippelpaardjes een optocht vormen op de kermis rond Pinksteren. Cambrinus en Cambrina ontstonden rond 1880 op de Heldenlaan en werden gesponsord door de brouwers. In 1905 kregen de twee reuzen tijdens de Historische en Nijverheidsstoet 10 wippelpaardjes (één voor elke brouwerij). In 1938 trouwden Cambrinus en Cambrina en kregen ze een opknapbeurt. In 1963 zouden de reuzen Sotto en Johanna (van Bevegem) voor het eerst zijn uitgegaan; in 1975 werden Leo en Trees toegevoegd. Sinds 10 maart 2018 is volkszanger Emiel 'Miele' De Meyer ook vereeuwigd als reus, gemaakt en bedacht door Bart Van Uytvange.
Cultuurcentrum CC Zoetegem biedt een programma van theater, muziek, comedy, woord en film. Bibliotheek Zottegem bevindt zich in het Egmontkasteel. Sinds 2019 wordt om de drie jaar het LOSS Kunstenfestival georganiseerd.
In Zottegem wordt als streektaal Zottegems gesproken, een variant van het Oost-Vlaamse dialect van het Nederlands.
Tussen Sinterklaas en Driekoningen wordt bij lokale bakkers de 'koekelaring' gemaakt, een rechthoekig kruimig broodje met kaneel.
De Gilde van de Orde van Sotto benoemt tweejaarlijks verdienstelijke personen tot ereburger en slaat hen tot 'Ridder in de Orde van Sotto'.

### Festivals en feesten
Jaarlijks wordt bij de Bevegemse Vijvers het muziekfestival Rock Zottegem georganiseerd. Daarnaast zijn er verspreid over het jaar nog een aantal muziekfestivals, waaronder More Blues, Bombelbas, Dance D-Vision, Dunk! Festival (tot 2021) en Jazz Zottegem en de Parkconcerten in het Egmontpark.
Sinds 1956 is er elk jaar op de eerste zaterdag van januari het carnavalsfeest Zottegem Carnaval (in Zottegem zelf en op een andere datum ook in Sint-Goriks-Oudenhove, Sint-Maria-Oudenhove en Erwetegem) . Deze stoet kwam voort uit de 'Winterfeesten' en was oorspronkelijk bedoeld om het driekoningenzingen te stimuleren ('Driekoningencarnaval'). Zottegem is, samen met het naburige Ronse, de enige plaats in België waar carnaval gevierd wordt begin januari. In de aanloop naar Driekoningen trekken ook driekoningenzangers rond (de Gilde der Macekliers en de Sterzingers). Er wordt elk jaar rond Pinksteren en rond Onze-Lieve-Vrouw-Hemelvaart ook een kermis gehouden. In verschillende deelgemeentes (paardenommegang Leeuwergem (eerste zondag van juli), Sint-Goriks-Oudenhove (Sint-Elooigilde, tweede zondag na de meikermis), Sint-Maria-Oudenhove (15 augustus) en Erwetegem (Ruitergilde Sint-Pieter, laatste zondag van augustus)) wordt een jaarlijkse ruiterommegang (paardenprocessie of rijinge) gehouden. Om de 25 jaar worden in Velzeke-Ruddershove Caesarfeesten gehouden; elk jaar in mei wordt in Velzeke-Ruddershove een Vlooienmarkt georganiseerd.

In 2018 werd een Egmontevocatie georganiseerd en in 2024 een Egmont Lichtfestival. Sinds 2019 wordt om de drie jaar het LOSS Kunstenfestival georganiseerd.

## Bekende personen

### Geboren in Zottegem
- Laurens De Mets (1598-1670), auteur
- Jan de Lichte (1723-1748), bendeleider en historisch-literaire figuur
- Jan Lodewijk van Aelbroeck (1755-1846), landbouwkundige
- August De Rouck (1805-1881), industrieel
- Hector Lebon (1863-1935), burgemeester van Antwerpen
- Valère Edmond Buysse (1870-1943), burgemeester
- Gustaaf Verstraeten (1872-1947), kunstschilder
- Irène Van der Bracht (1891-1941), eerste vrouwelijke hoogleraar van België
- Désiré Van den Bossche (1892-1916), oorlogsslachtoffer WOI
- Jules Lootens (1893-1943), verzetsstrijder
- Firmin Bogaert (1893-1943), verzetsstrijder
- Laurent Merchiers (1904-1986), politicus
- Adriaan Magerman (1922-2000), dichter
- Hervé La Barthe (1923-2007), journalist
- Etienne Stautemas, (1927-1998), tuin- en bloementapijtontwerper
- Emiel 'Miele' De Meyer (1931-2018), volkszanger
- Urbain Braems (1933-2021), voetbaltrainer
- Laurent De Backer (1935-2015), sportbestuurder
- Paul Van Cauwenberge (1949), rector Universiteit Gent
- Jean Blaute (1952), muzikant
- Werner Mory (1954), atleet
- Roger Stevens (1954-2025), rechter
- Magali Uytterhaegen (1954), actrice
- Raymond Van Paemel (1956), atleet
- Rudy Van Snick (1956), bergbeklimmer
- Patricia De Martelaere (1957-2009), filosofe, schrijfster
- Eddy François (1961-2014), architect
- Peter Goossens (1964), chef-kok
- Jeroen Van Herzeele (1965), jazzsaxofonist
- Hein Diependaele (1965-2005), advocaat
- Franky De Smet-Van Damme (1969), muzikant
- Stefaan Thijs (1969), Belgisch ambassadeur in Israël [69]
- Els Keytsman (1972), directeur en politicus
- Sebastiaan Van Steenberge (1974), dirigent, organist en componist
- Bert Scheirlinckx (1974), wielrenner
- Jessy De Smet (1976), zangeres
- Tim Goditiabois (1978), cabaretier
- Lieven Buysse (1979), hoogleraar Engelse taalkunde
- Line Van Wambeke (1979), actrice
- Staf Scheirlinckx (1979), wielrenner
- Koen Barbé (1981), wielrenner
- Hein Blondeel (1983), zanger en acteur
- Maarten Larmuseau (1983), geneticus
- Wouter Moreels (1985), voetballer
- Bart De Clercq (1986), wielrenner
- Klaas Van der Linden (1986), kunstenaar
- Sofie De Vuyst (1987), wielrenster
- Nicky Evrard (1995), voetbalster
- Matthias Michiels (Kymo One) (1995), kunstenaar
- Flore De Winne (1995), dressuurruiter
- Ewoud Pletinckx (2000), voetballer
- Senne Lammens (2002), voetballer
- Robbe Dhondt (2004), wielrenner

### Woonachtig te Zottegem
- Chris Janssens, voetballer en voetbaltrainer
- Hein Blondeel, zanger en acteur
- Tim Matthys, voetballer
- Matthias Diependaele, Vlaams minister-president
- Mark Van Crombrugge, kunstenaar
- Jenne De Potter (1979), politicus, voormalig burgemeester
- Thijs Van der Linden (1983), kunstenaar

## Trivia
- Een aantal bijnamen voor de inwoners zijn: zotten, parreibuiken, parreifretters, theezeikers, pekkers, harstplaasters.[70]

## Nabijgelegen kernen
Bevegem, Elene, Grotenberge, Velzeke, Strijpen, Sint-Goriks-Oudenhove, Godveerdegem, Erwetegem, Leeuwergem